# Brzozowo (powiat chełmiński)
Brzozowo – wieś w Polsce położona w województwie kujawsko-pomorskim, w powiecie chełmińskim, w gminie Kijewo Królewskie.
W roku 1966 powierzchnia wsi wynosiła 7,8 km².

## Podział administracyjny
W latach 1466–1772 wieś znajdowała się na terenie powiatu chełmińskiego, w województwie chełmińskim.
W latach 1772–1807, 1815 - 1829, 1878 - 1920 położona była w prowincji Prusy Zachodnie, w rejencji kwidzyńskiej, w powiecie chełmińskim.
W latach 1807–1815 położona była w departamencie bydgoskim, w powiecie chełmińskim.
W latach 1829–1878 położona była w prowincji Prusy, w rejencji kwidzyńskiej, w powiecie chełmińskim.
W latach 1920–1939 i 1945 - 1950 położona była w województwie pomorskim, w powiecie chełmińskim.
W latach 1939–1945 położona była w okręgu Rzeszy Gdańsk-Prusy Zachodnie, w rejencji bydgoskiej (Regierungsbezirk Bromberg), w powiecie Chełmno (Kreis Kulm), w obwodzie urzędowym Brzozowo.
W latach 1950–1954 położona była w województwie bydgoskim, w powiecie chełmińskim.
W latach 1954–1972 wieś położona była w województwie bydgoskim, w powiecie chełmińskim i była siedzibą władz gromady Brzozowo. 
W latach 1975 – 1998 miejscowość administracyjnie należała do województwa toruńskiego.

## Etymologia
Nazwa wsi ma niepewne pochodzenie. Zakłada się, że nazwa jej powstała albo od jej wcześniejszego właściciela (nazwa wsi od imienia Brzoza) albo od charakterystyki flory (rosło tutaj dużo brzóz).
W latach 1423–1424 wieś nazywała się Birkhecht.
W czasie przynależności do Królestwa Prus (później także Cesarstwa Niemieckiego) wieś nazywała się Brosowo.

## Demografia
W latach 80. XIX w. wieś zamieszkiwana była 804 mieszkańców (w tym 55 katolików). Ludność tej wsi miała być uboga.
Według danych Prezydium Powiatowej Rady Narodowej w Chełmnie oraz Powiatowego Inspektoratu Statystycznego w Chełmnie (31 XII 1966 r.) sołectwo Brzozowo było zamieszkiwane przez 531 mieszkańców. Stanowiła największą wieś gromady Brzozowo. 
Według Narodowego Spisu Powszechnego (III 2011 r.) wieś liczyła 646 mieszkańców. Jest największą miejscowością gminy Kijewo Królewskie.

## Historia
Na terenie wsi odkryto pozostałości kultury pucharów lejkowatych lub amfor kulistych z okresu neolitu. 
W latach 1423–1424 była własnością rycerską zobowiązaną do wystawienia 1 służby w zbroi lekkiej.
W XVI w. stała się własnością klasztoru benedyktynów w Chełmnie.
Brzozowo, w swoim aktualnym kształcie, powstała za panowania Fryderyka II Wielkiego, który po I rozbiorze Polski zajął te ziemie i rozpoczął proces ich kolonizacji. Została ona lokowana jako wieś rzędowa, kolonia dla osadników niemieckich.
Wg. stanu z 1880 r. we wsi znajdować się miały 88 domy mieszkalne, szkoła, a także urząd gminy. Podlegała w tym czasie parafii Wniebowzięcia Najświętszej Maryi Panny w Chełmnie, a także tamtejszej poczcie. Miała być wsią włościańską i folwarczną.
W 1939 Brzozowo stało się siedzibą obwodu urzędowego (Amtsbezirke) na której czele stał komisarz obwodowy (Amtscorsteher) Alfred Schmautz. Na terenie wsi w latach 1939 - 1945 działała organizacja partyjna, która odpowiadała podziałowi administracyjnemu. Brzozowo stanowiło w tym podziale drugi stopień podziału, czyli grupę (Ortsgruppe). W latach 1939 - 1942 dotychczasową nazwą wsi było Brosowo, lecz po przeprowadzonej zamianie nazw miejscowości w Okręgu Rzeszy Gdańsk-Prusy Zachodnie, w latach 1942 - 1945 nazywała się Brosau.
W 1945 r. na terenie gminy Robakowo działała organizacja PPS, która liczyła ok. 24 członków.
W latach 1945–1947 na terenie wsi zorganizowano Gminną Spółdzielnię ,,Samopomoc Chłopska". W 1948 r. weszła ona w skład Powiatowego Związku GSów. 
W latach 60. XX w. na terenie wsi, w ramach, Spółdzielczości ,,Samopomoc Chłopska" funkcjonowała restauracja. W ramach projektu Szkół-Pomników Tysiąclecia (budowane ze środków Społecznego Funduszu Budowy Szkół i Internatów - SFBSiI) w Brzozowie wzniesiona została szkoła. W tym samym czasie na terenie wsi uruchomiona została Szkoła Przysposobienia Rolniczego. 
W 1966 r. we wsi uruchomiono Międzykółkowe Bazy Maszynowe w celu usprawnienia działalności Kółek Rolniczych. Baza ta miała przyczynić się do szybszej i bardziej kompleksowej mechanizacji w oparciu o własny park maszynowym, warsztat naprawczy oraz dostępność ,,wysoko wykwalifikowanej kadry".

## Zabytki
Według rejestru zabytków NID na listę zabytków wpisane są schrony amunicyjne M-3 i M-4 w zespole twierdzy Chełmno, zbudowane po 1914, nr rej.: A/1511/ z 14.02.1980.

## Oświata i religia
We wsi znajduje się szkoła podstawowa i kaplica należąca do parafii pw. Wniebowzięcia Najświętszej Maryi Panny w Chełmnie.

## Linki zwenętrzne
- Brzozowo w serwisie Słownik historyczno-geograficzny ziem polskich w średniowieczu IH PAN.
- Słownik geograficzny Królestwa Polskiego i innych krajów słowiańskich. T. 1, red. F. Sulimierski, B. Chlebowski, W. Walewski, Warszawa 1880 - Brzozowo.